# Hrabstwo Beaver (Oklahoma)

Piramida wieku mieszkańców hrabstwa

Beaver – hrabstwo w stanie Oklahoma w USA. Populacja liczy 5 636 mieszkańców (stan według spisu z 2010 roku).
Powierzchnia hrabstwa to 4708 km² (w tym 9 km² stanowią wody).

## Miejscowości
- Beaver
- Forgan
- Gate
- Knowles
- Turpin (CDP)